# Protection du travailleur isolé
 (octobre 2018).
Un PTI (protection du travailleur isolé) ou un DATI (dispositif d'alarme pour travailleur isolé) est un dispositif utilisé par un (ou plusieurs) travailleurs « hors de vue et hors d'ouïe » d'autres travailleurs (exemples : dans un environnement dangereux, pour des veilleurs de nuit, etc.). Il s'agit d'un appareil permettant d'alerter les secours en cas de problème. L'appel peut être déclenché de façon volontaire et/ou automatiquement, en cas de perte de verticalité du travailleur par exemple.

## Introduction
Le titre « protection du travailleur isolé » de cet article est une formulation impropre car aucun des dispositifs évoqués ci-dessous ne « protège » le travailleur isolé. En réalité, il faut parler de « DATI » (dispositif d'alarme pour travailleur isolé).
À propos de situations de travail dangereux et isolé, il ne faut pas penser uniquement prévention secondaire (détection d'un problème se posant au travailleur isolé), mais d'abord prévention primaire (réduction des risques présents dans la situation) et également prévention tertiaire (intervention de secours efficaces). Pour bien comprendre la priorité de la prévention primaire (alors un DATI ne sera peut-être pas nécessaire) ou au contraire l'importance de la prévention tertiaire (sinon un DATI ne sert à rien), il faut absolument analyser la situation de travail isolé selon la recommandation CNAM n° R416 Travail isolé et dangereux.

## Type d’alarme
Deux grands types d’alarmes existent, les alarmes déclenchées volontairement et les alarmes automatiques.
Les alarmes volontaires possèdent un bouton-poussoir permettant de déclencher une alarme si le travailleur le juge nécessaire. Certains systèmes possèdent une boucle d’arrachement (par exemple jack ou fusible) ayant le même effet qu’un bouton poussoir ; ce système est surtout utilisé dans les milieux médical/psychiatrique et carcéral.
Il existe de nombreuses alarmes automatiques, notamment :
- La "perte de verticalité", qui se déclenche quand l'appareil est penché de plus d’un certain angle pendant un certain temps. C'est-à-dire lorsqu'il y a présomption de chute. Cette fonction exige que l'appareil soit attaché au travailleur de façon à suivre son attitude corporelle (debout, allongé), typiquement clipsé à la ceinture, ou simplement mis dans une poche. La détection de perte de vérticalité peut être source de nombreuses fausses alarmes. Aujourd'hui elle est de moins en moins utilisée au profit de la détection de chute.
- La "Détection de chute", est l'évolution de la perte de verticalité. Elle permet en utilisant les capteurs du DATI (accéléromètre ou gyroscope) de détecter une vraie chute. Elle permet contrairement à la détection de perte de veticalité au travailleur d'effectuer des tâches dans n'importe qu'elle position sans déclencher d'alarmes. Elle est plus complexe que la détection de perte de verticalité et sa performance est directement liée à la qualité de algorithmes de détection. Les algorithmes les plus évolués sont basés sur de l'intelligence artificielle.

- La perte de mobilité, qui se déclenche quand l'appareil est immobile pendant une durée déterminée.

- Les alarmes de « sécurité positive », qui se déclenchent en cas de perte de liaison avec le réseau pendant un temps déterminé. Ce type d’alarme sous-entend un contrôle permanent de la liaison avec l'appareil.
- La ligne de vie, est un système de veille automatique. Au lieu de déclencher une action sur détection d'un événement, l'action se déclenche spontanément au bout d'un certain délai, si aucun geste n'intervient pour l'annuler.

## Types de réseau utilisé

### Réseau GSM
De nombreux systèmes DATI utilisent le réseau GSM pour relayer les alarmes et permettre la communication entre tous les éléments du réseau. Cette utilisation d’un réseau déjà existant a des avantages et des inconvénients. 
Tout d’abord, il n’est pas nécessaire d’installer des antennes pour la communication, les infrastructures sont déjà présentes. Gérer un grand nombre de PTI est aisé. La surface couverte par le GSM est d’ordre mondial, elle permet une grande mobilité de l’employé équipé.
Cependant, l’utilisation du réseau GSM induit la nécessité de prendre un abonnement auprès d’un opérateur, ce qui induit un coût supplémentaire, notamment pour la sécurité positive, qui implique une liaison régulière entre la base et le DATI. De plus, les opérateurs ne garantissant pas le fonctionnement permanent de leur réseau, il peut être saturé, notamment au niveau des SMS qui sont souvent utilisés pour transmettre des alarmes. Il faut également noter que le réseau GSM ne couvre pas l’intégralité de la surface du pays, ce qui rend certaines zones interdites à son utilisation.

### Réseau Wifi
Les DATI équipés d'un modem Wifi peuvent utilisés ce réseau pour transmettre des alarmes. L'avantage de ce réseau et de pouvoir fonctionner sans avoir besoin d'abonnement. Il permet facilement de couvrir des zones blanches dans un bâtiment. En revanche ce réseau nécessite des bornes Wifi et se limite donc à un usage local.

### Réseau radio privé (PMR)
Ce type de liaison est réservé à une utilisation locale, car il est nécessaire de mettre en place un réseau radio pour que le système soit efficace, les puissances émises conditionnent la taille des batteries et donc la taille du DATI ainsi que sa portée. La fréquence utilisée conditionne également la portée du système.
Pour la mise en place d’un réseau radio, un test de couverture radio du site est nécessaire. De plus, il est préférable d’utiliser deux fréquences différentes pour l’alarme et les communications s’il y en a, car si une communication est en cours et que l’alarme est transmise sur la même fréquence, elle ne sera pas relayée. Plusieurs bandes de fréquences sont utilisées par ces systèmes. On remarque notamment l’utilisation de la norme DECT pour les téléphones sans fil dans la bande de 1,88 GHz – 1,9 GHz ou même du Wi-Fi.

## Type de localisation

### Localisation GPS
Ce type de localisation est très précis et permet de localiser une personne sur toute la surface du globe, mais il faut être dans la zone de vision de 3 satellites. Ce système ne fonctionne pas en intérieur. Il est généralement associé aux systèmes utilisant le réseau GSM pour être en accord avec l’itinérance que permet ce réseau.

### Localisation par balise
Ce type de localisation est généralement utilisé pour des « petites » surfaces à couvrir, dans le cas où les terminaux restent dans un domaine délimité (pas d’itinérance en dehors de l’entreprise). La précision de ce type de liaison dépend de la finesse du maillage utilisé pour placer les balises. Le PTI retient les dernières balises qu’il détecte et transmet leur identité si un signal d’alarme est envoyé. Ce type de localisation permet également de donner la direction dans laquelle le travailleur se dirigeait avant de lancer l’alarme en retenant plusieurs balises. On peut trouver aussi des systèmes pour lesquels ce sont les balises qui transmettent quel PTI se trouve dans son « champ de vision », ainsi, si la centrale reçoit une alarme, elle sait quelle(s) balise(s) est la dernière à avoir renvoyé l’adresse du PTI en alarme.

## Types d'équipements
La fonction DATI peut-être implémentée sous différents types d'accessoires, chacun présentant des avantages propres.

### Application PTI pour smartphone
La fonction DATI peut être assurée par une application PTI installée sur un smartphone. Elle bénéficie de la technologie de l'appareil qui, bien souvent, est déjà en possession de la personne à protéger.Il existe de nombreuses applications. Certaines proposent des fonctionnalités très évoluées à la fois pour les travailleurs isolés et pour leurs superviseurs. L'application permet à l'utilisateur de ne pas avoir un second équipement à gérer. Les applications modernes sont compatibles avec un grand nombre de téléphones mobiles. L'application PTI dépend cependant de ce dernier (partage de ressources avec d'autres applications, performance, autonomie) et des contraintes imposées par le fabricant (limitation d'accès aux données) et de l'opérateur de la carte SIM (couverture réseau GSM, tarifs).

### Application PTI pour montre
La fonction DATI peut être assurée par une application PTI installée sur une montre connectée. Elle bénéficie de la technologie de la montre. Elle permet à l'utilisateur de garder le DATI en permanence avec lui et ainsi d'éviter les oublis.

### Boitier DATI autonome - Objets connectés intégrés
Les boitiers DATI sont des équipements automones destinés à la protection du travailleur isolé. Ils existent sous plusieurs formats tels que boitiers, ceintures, chaussures, et semelles connectées. Ils présentent l'avantage d'être uniquement destinés à la sécurité, et ne sont pas dépendants comme une application PTI d'un système d'exploitation tiers. Il existe des boitiers DATI qui fonctionnent sur le réseau GSM, Wifi, Bluetooth...

## Les risques spécifiques au travailleur isolé
- Risques médicaux : le travailleur peut présenter une pathologie susceptible de porter atteinte au bon fonctionnement de sa mission et à son intégrité physique (problèmes cardiaques, épilepsie, crises d’angoisse...)
- Risques psychologiques : certaines situations peuvent engendrer de mauvaises réactions de la part du travailleur isolé en fonction de son passif psychologique et représenter un véritable danger.
- Risques liés à la violence externe : la perspective d'agression sur le travailleur isolé est plus forte dans certains secteurs d'activité : agent de sécurité, gardien de nuit...
- Risques d'accidents : la probabilité d'accidents graves augmente pour le travailleur en situation d'isolement, ne disposant pas d'aide ou de secours immédiats, pouvant de fait aggraver les dommages causés.

## Cadre juridique des travailleurs isolés
Les travailleurs isolés bénéficient d'un cadre juridique spécifique qui les protègent en cas d’accident. L’employeur se doit d'assurer leur sécurité et la protection de leur santé physique et mentale en prenant toutes les mesures nécessaires.
Un document unique (DUERP) a été conçu par le décret n° 2001-1016 du 5 novembre 2001. Le décret a adopté la directive européenne sur la prévention des risques professionnels. Ce DUERP est obligatoire pour toutes les entreprises et associations de plus d’un salarié.